# Молодки (Вологодская область)
Молодки — деревня в Шекснинском районе Вологодской области.
Входит в состав городского поселения Чёбсарское, с точки зрения административно-территориального деления — в Чёбсарский сельсовет.
Расстояние по автодороге до районного центра Шексны — 22 км, до центра муниципального образования Чёбсары — 3 км. Ближайшие населённые пункты — Толстиково, Славянка, Чёбсара.
По переписи 2002 года население — 17 человек.